# 비밀 (1999년 영화)
《비밀》(秘密)은 히가시노 게이고의 동명 소설을 원작으로 한 일본 영화이다. 1999년 9월 25일, 도호 계열 극장에서 개봉됐다. 원작과 약간 설정이 다르며, 모나미가 고등학생 시절부터 이야기가 시작된다. 원작자인 히가시노 게이고도 대학 교수로 한 장면에 출연했다.

## 등장인물
- 스기타 모나미 · 나오코 : 히로스에 료코
- 스기타 헤이스케 : 고바야시 가오루
- 스기타 나오코 : 키시모토 카요코
- 카지카와 후미야 : 카네코 켄
- 하시모토 타에코 : 이시다 유리코
- 소마 하루키 - 이토 히데아키
- 기무라 쿠니코 - 시노하라 도모에
- 요시모토 카즈코 - 시바타 리에
- 카지카와 히로유키 - 오스기 렌
- 키시마 - 도쿠이 유
- 대학 교수 : 히가시노 게이고

## 주제가
- 다케우치 마리야 〈천사의 한숨〉 (天使のため息, 작사, 작곡: 다케우치 마리야, 편곡: 야마시타 다쓰로)

## 수상
- 제23회 일본 아카데미상 우수 여우주연상 (히로스에 료코)
- 제23회 일본 아카데미상 우수 남우주연상 (고바야시 가오루)
- 제33회 시체스 국제영화제 최우수 여우상 (히로스에 료코)
- 제33회 시체스 국제영화제 최우수 각본상 (사이토 히로시)